# El Álamo, Puebla
El Álamo är en ort i Mexiko.   Den ligger i kommunen Tlaxco och delstaten Puebla, i den sydöstra delen av landet, 150 km nordost om huvudstaden Mexico City. El Álamo ligger 1 084 meter över havet och antalet invånare är 761.
Terrängen runt El Álamo är kuperad åt nordost, men åt sydväst är den bergig. Runt El Álamo är det ganska tätbefolkat, med 160 invånare per kvadratkilometer. Närmaste större samhälle är Xicotepec de Juárez, 13,7 km sydost om El Álamo. Omgivningarna runt El Álamo är en mosaik av jordbruksmark och naturlig växtlighet.